# Sokule (województwo mazowieckie)
Sokule – wieś w Polsce położona w województwie mazowieckim, w powiecie żyrardowskim, w gminie Wiskitki. Ma status sołectwa. Ma charakter typowo rolniczy.
Wieś królewska w starostwie guzowskim w ziemi sochaczewskiej województwa rawskiego w 1792 roku. 
We wsi znajduje się dwór z XVIII wieku. W czasie II wojny światowej ukrywali się w nim żołnierze AK. Budynek wielokrotnie wykorzystywano jako scenerię do produkcji filmowych i telewizyjnych (Noce i dnie, Ranczo).
We wsi znajduje się też przydrożna kapliczka słupowa z XIX wieku.
W latach 1975–1998 miejscowość położona była w województwie skierniewickim.